# Atlanti erdeiölyv
Az atlanti erdeiölyv (Leucopternis lacernulatus) a madarak osztályának vágómadár-alakúak (Accipitriformes) rendjébe a vágómadárfélék (Accipitridae) családjába és az ölyvformák (Buteoninae) alcsaládjába tartozó faj.

## Előfordulása
Brazíliában, az Atlanti-óceán partvidékének környékén honos.

## Megjelenése
Testhossza 43-48 centiméter. Közepes nagyságú, fekete-fehér tollazatú ragadozó.